# Fed Cup 2017
Navigation
Édition précédente Édition suivante
La Fed Cup 2017 est la 55e édition du plus important tournoi de tennis opposant des équipes nationales féminines.

## Organisation
L'organisation reste inchangée pour cette 55e édition de la Fed Cup avec les groupes mondiaux I et II et les barrages I et II.
Toutes les rencontres se déroulent au domicile de l'une des équipes qui, sur un week-end, se rencontrent en face à face au meilleur de cinq matchs (quatre simples et un double).

### Groupe mondial I
Le groupe mondial I compte huit équipes, les demi-finalistes 2016 et les vainqueurs des barrages I 2016, qui s'affrontent par élimination directe dans un tableau à trois tours organisés successivement en février, avril et novembre. Les équipes vaincues au premier tour disputent les barrages I 2017.
| République tchèque (1)                             | France (2) | Allemagne (3) | Pays-Bas (4) |
| Biélorussie                                        | Espagne    | États-Unis    | Suisse       |
| Note : Les équipes numérotées sont têtes de série. |            |               |              |

### Groupe mondial II
Le groupe mondial II compte également huit équipes, les vaincus des barrages I 2016 et les vainqueurs des barrages II 2016, qui s'affrontent en face à face en un seul tour organisé en février. Les vainqueurs participent aux barrages I 2017 et les vaincus participent aux barrages II 2017.
| Russie (1)                                         | Italie (2) | Australie (3)  | Roumanie (4) |
| Belgique                                           | Slovaquie  | Taipei chinois | Ukraine      |
| Note : Les équipes numérotées sont têtes de série. |            |                |              |

### Barrages
Les barrages du groupe mondial I sont organisés en avril et opposent les équipes éliminées au premier tour du groupe mondial I et les vainqueurs du groupe mondial II. Les vainqueurs participent aux rencontres du groupe mondial I de l'édition 2018 et les vaincus aux rencontres du groupe mondial II de l'édition 2018.
Les barrages du groupe mondial II opposent quatre équipes issues des compétitions par zones géographiques aux quatre perdants des rencontres du groupe mondial II. Les vainqueurs participent au groupe mondial II de l'édition 2018 et les vaincus sont relégués dans les compétitions par zones géographiques.

## Faits marquants
La Biélorussie atteint pour la première fois de son histoire la finale de l'épreuve. Elle y retrouve les États-Unis qui battent en demi-finale la République tchèque, triple tenante du titre.
Les États-Unis mettent fin à une disette de 17 ans depuis leur dernière conquête en 2000, en remportant leur 18e Fed Cup en battant en finale la Biélorussie.

## Résultats

### Groupe mondial I

#### Tableau
|  | Quarts de finale 11 - 12 février | Quarts de finale 11 - 12 février |                        |   | Demi-finales 22 - 23 avril | Demi-finales 22 - 23 avril |  |  | Finale 11 - 12 novembre | Finale 11 - 12 novembre |
|  | Quarts de finale 11 - 12 février | Quarts de finale 11 - 12 février |                        |   | Demi-finales 22 - 23 avril | Demi-finales 22 - 23 avril |  |  | Finale 11 - 12 novembre | Finale 11 - 12 novembre |
|  |                                  |                                  |                        |   |                            |                            |  |  |                         |                         |
|  | Ostrava, République tchèque      | Ostrava, République tchèque      |                        |   | Wesley Chapel, États-Unis  | Wesley Chapel, États-Unis  |  |  | Minsk, Biélorussie      | Minsk, Biélorussie      |
|  | Ostrava, République tchèque      | Ostrava, République tchèque      |                        |   | Wesley Chapel, États-Unis  | Wesley Chapel, États-Unis  |  |  | Minsk, Biélorussie      | Minsk, Biélorussie      |
|  | République tchèque (1)           | 3                                |                        |   | Wesley Chapel, États-Unis  | Wesley Chapel, États-Unis  |  |  | Minsk, Biélorussie      | Minsk, Biélorussie      |
|  | République tchèque (1)           | 3                                |                        |   | Wesley Chapel, États-Unis  | Wesley Chapel, États-Unis  |  |  | Minsk, Biélorussie      | Minsk, Biélorussie      |
|  | Espagne                          | 2                                |                        |   | Wesley Chapel, États-Unis  | Wesley Chapel, États-Unis  |  |  | Minsk, Biélorussie      | Minsk, Biélorussie      |
|  | Espagne                          | 2                                | République tchèque (1) | 2 |                            |                            |  |  | Minsk, Biélorussie      | Minsk, Biélorussie      |
|  | Maui, États-Unis                 |                                  | République tchèque (1) | 2 |                            |                            |  |  | Minsk, Biélorussie      | Minsk, Biélorussie      |
|  |                                  | États-Unis                       | 3                      |   |                            |                            |  |  | Minsk, Biélorussie      | Minsk, Biélorussie      |
|  | Allemagne (3)                    | États-Unis                       | 3                      | 0 |                            |                            |  |  | Minsk, Biélorussie      | Minsk, Biélorussie      |
|  | Allemagne (3)                    |                                  |                        | 0 |                            |                            |  |  | Minsk, Biélorussie      | Minsk, Biélorussie      |
|  | États-Unis                       | 4                                |                        |   |                            |                            |  |  | Minsk, Biélorussie      | Minsk, Biélorussie      |
|  | États-Unis                       | 4                                | États-Unis             | 3 |                            |                            |  |  |                         |                         |
|  | Minsk, Biélorussie               |                                  | États-Unis             | 3 |                            |                            |  |  |                         |                         |
|  |                                  | Biélorussie                      | 2                      |   |                            |                            |  |  |                         |                         |
|  | Biélorussie                      | Biélorussie                      | 2                      | 4 |                            |                            |  |  |                         |                         |
|  | Biélorussie                      | Minsk, Biélorussie               |                        | 4 |                            |                            |  |  |                         |                         |
|  | Pays-Bas (4)                     | 1                                |                        |   |                            |                            |  |  |                         |                         |
|  | Pays-Bas (4)                     | 1                                | Biélorussie            | 3 |                            |                            |  |  |                         |                         |
|  | Genève, Suisse                   |                                  | Biélorussie            | 3 |                            |                            |  |  |                         |                         |
|  |                                  | Suisse                           | 2                      |   |                            |                            |  |  |                         |                         |
|  | Suisse                           | Suisse                           | 2                      | 4 |                            |                            |  |  |                         |                         |
|  | Suisse                           |                                  |                        | 4 |                            |                            |  |  |                         |                         |
|  | France (2)                       | 1                                |                        |   |                            |                            |  |  |                         |                         |
|  | France (2)                       | 1                                |                        |   |                            |                            |  |  |                         |                         |

#### Quarts de finale
| République tchèque – Espagne : 3 - 2 Ostravar Aréna, Ostrava, République tchèque 11 - 12 février, Dur (int.) |                                   |                                                 |                  |
| 1 | Barbora Strýcová                  | Garbiñe Muguruza                                | 0-6, 6-3, 1-6    |
| 1 | Karolína Plíšková                 | Lara Arruabarrena                               | 6-4, 7-5         |
| 1 | Karolína Plíšková                 | Garbiñe Muguruza                                | 6-2, 6-2         |
| 1 | Barbora Strýcová                  | Lara Arruabarrena                               | 6-4, 6-4         |
| 1 | Lucie Šafářová Kateřina Siniaková | María José Martínez Sánchez Sara Sorribes Tormo | 3-6, 6-4, [7-10] |

| États-Unis – Allemagne : 4 - 0 Royal Lahaina Resort, Maui, États-Unis 11 - 12 février, Dur (ext.) |                                     |                                 |               |
| 2                                                                                                 | Alison Riske                        | Andrea Petkovic                 | 7-610, 6-2    |
| 2                                                                                                 | Coco Vandeweghe                     | Julia Görges                    | 6-3, 3-1 ab.  |
| 2                                                                                                 | Coco Vandeweghe                     | Andrea Petkovic                 | 3-6, 6-4, 6-0 |
| 2                                                                                                 | Alison Riske                        | Julia Görges                    | Non joué      |
| 2                                                                                                 | Bethanie Mattek-Sands Shelby Rogers | Laura Siegemund Carina Witthöft | 4-1 ab.       |

| Biélorussie – Pays-Bas : 4 - 1 Tchyjowka-Arena, Minsk, Biélorussie 11 - 12 février, Dur (int.) |                            |                          |                |
| 3                                                                                              | Aliaksandra Sasnovich      | Michaëlla Krajicek       | 4-6, 6-3, 6-2  |
| 3                                                                                              | Aryna Sabalenka            | Kiki Bertens             | 6-3, 66-7, 4-6 |
| 3                                                                                              | Aliaksandra Sasnovich      | Kiki Bertens             | 6-3, 6-4       |
| 3                                                                                              | Aryna Sabalenka            | Michaëlla Krajicek       | 7-65, 6-4      |
| 3                                                                                              | Olga Govortsova Vera Lapko | Cindy Burger Arantxa Rus | 6-4, 6-2       |

| Suisse – France : 4 - 1 Palexpo, Genève, Suisse 11 - 12 février, Dur (int.) |                                 |                                    |                |
| 4                                                                           | Timea Bacsinszky                | Alizé Cornet                       | 7-5, 6-4       |
| 4                                                                           | Belinda Bencic                  | Kristina Mladenovic                | 3-6, 4-6       |
| 4                                                                           | Timea Bacsinszky                | Kristina Mladenovic                | 7-64, 4-6, 7-5 |
| 4                                                                           | Belinda Bencic                  | Pauline Parmentier                 | 6-3, 6-4       |
| 4                                                                           | Timea Bacsinszky Martina Hingis | Amandine Hesse Kristina Mladenovic | 6-4, 6-4       |

#### Demi-finales
| États-Unis – République tchèque : 3 - 2 Saddlebrook Resort, Wesley Chapel, États-Unis 22 - 23 avril, Terre battue (ext.) |                                       |                                      |          |
| 5 | Coco Vandeweghe                       | Markéta Vondroušová                  | 6-1, 6-4 |
| 5 | Shelby Rogers                         | Kateřina Siniaková                   | 3-6, 3-6 |
| 5 | Coco Vandeweghe                       | Kateřina Siniaková                   | 6-4, 6-0 |
| 5 | Lauren Davis                          | Markéta Vondroušová                  | 2-6, 5-7 |
| 5 | Bethanie Mattek-Sands Coco Vandeweghe | Kristýna Plíšková Kateřina Siniaková | 6-2, 6-3 |

| Biélorussie – Suisse : 3 - 2 Tchyjowka-Arena, Minsk, Biélorussie 22 - 23 avril, Dur (int.) |                            |                               |               |
| 6                                                                                          | Aliaksandra Sasnovich      | Viktorija Golubic             | 6-3, 5-7, 7-5 |
| 6                                                                                          | Aryna Sabalenka            | Timea Bacsinszky              | 4-6, 5-7      |
| 6                                                                                          | Aliaksandra Sasnovich      | Timea Bacsinszky              | 6-2, 7-62     |
| 6                                                                                          | Aryna Sabalenka            | Viktorija Golubic             | 6-3, 2-6, 6-4 |
| 6                                                                                          | Olga Govortsova Vera Lapko | Belinda Bencic Martina Hingis | 0-6, 1-6      |

#### Finale
| Biélorussie – États-Unis : 2 - 3 Tchyjowka-Arena, Minsk, Biélorussie 11 - 12 novembre, Dur (int.) |                                       |                               |               |
| 7                                                                                                 | Aliaksandra Sasnovich                 | Coco Vandeweghe               | 4-6, 4-6      |
| 7                                                                                                 | Aryna Sabalenka                       | Sloane Stephens               | 6-3, 3-6, 6-4 |
| 7                                                                                                 | Aryna Sabalenka                       | Coco Vandeweghe               | 65-7, 1-6     |
| 7                                                                                                 | Aliaksandra Sasnovich                 | Sloane Stephens               | 4-6, 6-1, 8-6 |
| 7                                                                                                 | Aryna Sabalenka Aliaksandra Sasnovich | Shelby Rogers Coco Vandeweghe | 3-6, 63-7     |

### Groupe mondial II
| Russie – Taipei chinois : 4 - 1 Druzhba Sport Complex, Moscou, Russie 11 - 12 février, Dur (int.) |                               |                             |               |
| 1                                                                                                 | Ekaterina Makarova            | Lee Ya-hsuan                | 6-3, 5-7, 6-1 |
| 1                                                                                                 | Anna Blinkova                 | Chang Kai-chen              | 3-6, 5-7      |
| 1                                                                                                 | Ekaterina Makarova            | Chang Kai-chen              | 6-4, 7-5      |
| 1                                                                                                 | Natalia Vikhlyantseva         | Lee Ya-hsuan                | 6-1, 6-2      |
| 1                                                                                                 | Anna Blinkova Anna Kalinskaya | Chan Chin-wei Hsu Ching-wen | 6-3, 7-5      |

| Roumanie – Belgique : 1 - 3 Sala Polivalentă, Bucarest, Roumanie 11 - 12 février, Dur (int.) |                                 |                                  |                |
| 2                                                                                            | Monica Niculescu                | Kirsten Flipkens                 | 3-6, 4-6       |
| 2                                                                                            | Sorana Cîrstea                  | Yanina Wickmayer                 | 64-7, 7-5, 5-7 |
| 2                                                                                            | Irina-Camelia Begu              | Elise Mertens                    | 6-3, 5-7, 5-7  |
| 2                                                                                            | Sorana Cîrstea                  | Kirsten Flipkens                 | Non joué       |
| 2                                                                                            | Sorana Cîrstea Monica Niculescu | Kirsten Flipkens Maryna Zanevska | 6-2, 6-0       |

| Ukraine – Australie : 3 - 1 Palace of Sports Lokomotiv, Kharkiv, Ukraine 11 - 12 février, Dur (int.) |                              |                                |                  |
| 3 | Lesia Tsurenko               | Daria Gavrilova                | 6-2, 6-3         |
| 3 | Elina Svitolina              | Ashleigh Barty                 | 4-6, 6-1, 6-2    |
| 3 | Elina Svitolina              | Daria Gavrilova                | 6-3, 6-2         |
| 3 | Lesia Tsurenko               | Ashleigh Barty                 | Non joué         |
| 3 | Nadiia Kichenok Olga Savchuk | Ashleigh Barty Casey Dellacqua | 2-6, 6-2, [8-10] |

| Italie – Slovaquie : 2 - 3 PalaGalassi, Forlì, Italie 11 - 12 février, Terre battue (int.) |                                  |                                            |               |
| 4                                                                                          | Francesca Schiavone              | Anna Karolína Schmiedlová                  | 6-3, 6-1      |
| 4                                                                                          | Sara Errani                      | Rebecca Šramková                           | 6-2, 3-6, 4-6 |
| 4                                                                                          | Sara Errani                      | Daniela Hantuchová                         | 2-6, 0-6      |
| 4                                                                                          | Francesca Schiavone              | Rebecca Šramková                           | 2-6, 4-6      |
| 4                                                                                          | Jasmine Paolini Martina Trevisan | Anna Karolína Schmiedlová Rebecca Šramková | 5-2 ab.       |

### Barrages du groupe mondial I
Les équipes qui participent à ce tour de barrages sont (entre parenthèses, le numéro des têtes de série) :
- les quatre équipes éliminées au premier tour du groupe mondial I : Allemagne (3), Espagne, France (1) et Pays-Bas (4) ;
- les quatre équipes victorieuses du groupe mondial II : Belgique, Russie (2), Slovaquie et Ukraine.

| France – Espagne : 4 - 0 Halle André-Vacheresse, Roanne, France 22 - 23 avril, Terre battue (int.) |                             |                                             |                  |
| 1                                                                                                  | Kristina Mladenovic         | Sílvia Soler Espinosa                       | 6-0, 6-1         |
| 1                                                                                                  | Pauline Parmentier          | Sara Sorribes Tormo                         | 6-4, 6-2         |
| 1                                                                                                  | Kristina Mladenovic         | Sara Sorribes Tormo                         | 6-1, 6-1         |
| 1                                                                                                  | Pauline Parmentier          | Sílvia Soler Espinosa                       | Non joué         |
| 1                                                                                                  | Alizé Cornet Amandine Hesse | María José Martínez Sánchez Olga Sáez Larra | 6-1, 3-6, [10-7] |

| Russie – Belgique : 2 - 3 Luzhniki Small Sports Arena, Moscou, Russie 22 - 23 avril, Terre battue (int.) |                               |                                 |               |
| 2 | Elena Vesnina                 | Alison Van Uytvanck             | 6-3, 6-4      |
| 2 | Anastasia Pavlyuchenkova      | Elise Mertens                   | 4-6, 0-6      |
| 2 | Elena Vesnina                 | Elise Mertens                   | 4-6, 6-1, 2-6 |
| 2 | Daria Kasatkina               | Maryna Zanevska                 | 5-7, 6-1, 6-0 |
| 2 | Daria Kasatkina Elena Vesnina | Elise Mertens An-Sophie Mestach | 1-6, 62-7     |

| Allemagne – Ukraine : 3 - 2 Porsche-Arena, Stuttgart, Allemagne 22 - 23 avril, Terre battue (int.) |                                 |                              |                  |
| 3                                                                                                  | Julia Görges                    | Elina Svitolina              | 4-6, 6-1, 6-4    |
| 3                                                                                                  | Angelique Kerber                | Lesia Tsurenko               | 6-1, 6-4         |
| 3                                                                                                  | Angelique Kerber                | Elina Svitolina              | 4-6, 2-6         |
| 3                                                                                                  | Julia Görges                    | Lesia Tsurenko               | 6-4, 6-4         |
| 3                                                                                                  | Laura Siegemund Carina Witthöft | Nadiia Kichenok Olga Savchuk | 4-6, 6-4, [6-10] |

| Slovaquie – Pays-Bas : 2 - 3 Aegon Arena, Bratislava, Slovaquie 22 - 23 avril, Terre battue (int.) |                                     |                          |          |
| 4                                                                                                  | Jana Čepelová                       | Richèl Hogenkamp         | 6-3, 6-2 |
| 4                                                                                                  | Rebecca Šramková                    | Kiki Bertens             | 1-6, 3-6 |
| 4                                                                                                  | Jana Čepelová                       | Kiki Bertens             | 3-6, 3-6 |
| 4                                                                                                  | Kristína Kučová                     | Richèl Hogenkamp         | 5-7, 4-6 |
| 4                                                                                                  | Daniela Hantuchová Rebecca Šramková | Cindy Burger Arantxa Rus | 2-1 ab.  |

### Barrages du groupe mondial II
Les équipes qui participent à ce tour de barrages sont (entre parenthèses, le numéro des têtes de série) :
- les quatre équipes vaincues du groupe mondial II : Australie (3), Italie (1), Roumanie (2) et Taipei chinois ;
- les quatre équipes victorieuses des phases de groupes dans chaque zone géographique : Canada (4), Grande-Bretagne, Kazakhstan et Serbie.

| Italie – Taipei chinois : 3 - 1 Circolo Tennis Barletta, Barletta, Italie 22 - 23 avril, Terre battue (ext.) |                                   |                                |                 |
| 1 | Martina Trevisan                  | Lee Ya-hsuan                   | 2-6, 6-3, 12-10 |
| 1 | Sara Errani                       | Hsu Chieh-yu                   | 6-0, 6-2        |
| 1 | Sara Errani                       | Lee Ya-hsuan                   | 3-6, 6-2, 6-3   |
| 1 | Martina Trevisan                  | Hsu Chieh-yu                   | Non joué        |
| 1 | Jasmine Paolini Camilla Rosatello | Chuang Chia-jung Hsu Ching-wen | 4-6, 4-6        |

| Roumanie – Grande-Bretagne : 3 - 2 Tenis Club IDU, Constanța, Roumanie 22 - 23 avril, Terre battue (ext.) |                               |                          |                  |
| 2 | Simona Halep                  | Heather Watson           | 6-4, 6-1         |
| 2 | Sorana Cîrstea                | Johanna Konta            | 2-6, 3-6         |
| 2 | Simona Halep                  | Johanna Konta            | 6-1, 6-3         |
| 2 | Irina-Camelia Begu            | Heather Watson           | 6-4, 7-5         |
| 2 | Simona Halep Monica Niculescu | Jocelyn Rae Laura Robson | 3-6, 6-1, [8-10] |

| Serbie – Australie : 0 - 4 Kristalna Dvorana Sports Hall, Zrenjanin, Serbie 22 - 23 avril, Dur (int.) |                               |                                |          |
| 3 | Aleksandra Krunić             | Ashleigh Barty                 | 4-6, 3-6 |
| 3 | Ivana Jorović                 | Daria Gavrilova                | 2-6, 2-6 |
| 3 | Nina Stojanović               | Daria Gavrilova                | 0-6, 3-6 |
| 3 | Ivana Jorović                 | Ashleigh Barty                 | Non joué |
| 3 | Ivana Jorović Nina Stojanović | Ashleigh Barty Casey Dellacqua | 1-6, 5-7 |

| Canada – Kazakhstan : 3 - 2 Stade Uniprix, Montréal, Canada 22 - 23 avril, Dur (int.) |                                    |                                      |                    |
| 4                                                                                     | Bianca Andreescu                   | Yulia Putintseva                     | 4-6, 6-4, 4-6      |
| 4                                                                                     | Françoise Abanda                   | Yaroslava Shvedova                   | 6-3, 6-4           |
| 4                                                                                     | Françoise Abanda                   | Yulia Putintseva                     | 6-3, 6-3           |
| 4                                                                                     | Bianca Andreescu                   | Yaroslava Shvedova                   | 7-61, 6-4          |
| 4                                                                                     | Gabriela Dabrowski Katherine Sebov | Kamila Kerimbayeva Galina Voskoboeva | 7-66, 66-7, [5-10] |